# Albert-Paul Müller
Pour les articles homonymes, voir Müller.
Albert-Paul Müller est un architecte français né le 9 avril 1889 à Remiremont et mort à le 6 avril 1965 à Laon. Il est un des architectes qui a participé à la reconstruction des églises de l'Aisne qui ont été détruites au cours de la Première Guerre mondiale.

## Biographie
Albert-Paul Müller est né le 9 avril 1889 à Remiremont dans le département des Vosges. Peu avant 1914, il s'installe à Laon comme architecte. En 1928, il s'inscrit à la Société des architectes diplômés du gouvernement. Après la Première Guerre mondiale, il est nommé architecte de plusieurs coopératives de reconstruction d'édifices de la région de Laon et de Vervins. Il participe ainsi à la reconstruction des églises de Brancourt-en-Laonnois, de Monthenault et de Martigny-Courpierre. Entre 1930 et 1939, il travaille sur la construction de maisons dans le quartier de Champ-Saint-Martin de Laon. Après la Seconde Guerre mondiale, il participe à la reconstruction de Laon notamment dans le quartier de la gare. Il décède à Laon le 6 avril 1965 ,.

## Principales réalisations
- Église saint-Maurice de Brancourt-en-Laonnois
- Église Saint-Martin de Martigny-Courpierre
- Église Saint-Martin de Monthenault

L'église Saint-Martin de Martigny-Courpierre.
L'église Saint-Martin de Monthenault.